# Psiloderces elasticus
Espèce
Synonymes
- Merizocera elastica Brignoli, 1975

Psiloderces elasticus est une espèce d'araignées aranéomorphes de la famille des Psilodercidae.

## Distribution
Cette espèce est endémique du Sri Lanka. Elle se rencontre vers Ambalangoda.

## Description
La femelle holotype mesure 1,27 mm.

## Publication originale
- Brignoli, 1975 : Araneae: Ochyroceratidae from Ceylon. Spiders of Ceylon II. Entomologica Scandinavica Supplementum, vol. 4, p. 234-239.